# Liste des belvédères du Doubs
Cet article vise à recenser les principaux belvédères du Doubs, triés par ordre alphabétique de nom, avec une image, décrivant le paysage observable et la commune où il est situé.

## Liste
| Nom du belvédère                                    | Paysage observable | Commune                  | Géolocalisation             | Photo |
| --------------------------------------------------- | --- | ------------------------ | --------------------------- | ----- |
| Belvédère du bassin du Doubs                        | Gorges du Doubs | Villers-le-Lac           | 47° 04′ 55″ N, 6° 42′ 01″ E |       |
| Belvédère du Baron                                  | Vallée du Dessoubre | Cour-Saint-Maurice       | 47° 15′ 22″ N, 6° 42′ 42″ E |       |
| Belvédère du bief Parou                             | Gorges du Doubs, rocher du Singe | Goumois                  | 47° 15′ 59″ N, 6° 56′ 49″ E |       |
| Belvédère du bois des Bornes                        | Gorges du Lison | Eternoz                  | 47° 00′ 16″ N, 6° 00′ 01″ E |       |
| Belvédère du bois du Croz                           | À déterminer | Le Crouzet               |                             |       |
| Belvédère du bois de la Glacière                    | Abbaye de la Grâce-Dieu | Chaux-lès-Passavant      | 47° 14′ 59″ N, 6° 21′ 10″ E |       |
| Belvédère du bois sur le Grand                      | Vallée de la Loue en aval d'Ornans | Ornans                   | 47° 06′ 50″ N, 6° 07′ 22″ E |       |
| Belvédère de Bregille                               | Citadelle, Besançon | Besançon                 | 47° 14′ 06″ N, 6° 02′ 31″ E |       |
| Belvédère de Buillon                                | Méandre de la Loue à Buillon | Courcelles               | 47° 06′ 32″ N, 5° 57′ 29″ E |       |
| Belvédère de la caborde de Rosemont                 | Beure au bord du Doubs | Besançon                 | 47° 13′ 09″ N, 6° 00′ 01″ E |       |
| Belvédère du calvaire de Pierre Lamadou             | Vallée de la Reverotte | Plaimbois-Vennes         | 47° 11′ 35″ N, 6° 33′ 16″ E |       |
| Belvédère des Chandeliers                           | Vallée du Lison | Eternoz                  | 47° 01′ 09″ N, 5° 59′ 36″ E |       |
| Belvédère de la chapelle du Mont                    | Saint-Hippolyte, confluence du Doubs et du Dessoubre                                                                                   | Saint-Hippolyte          | 47° 19′ 36″ N, 6° 48′ 56″ E |       |
| Belvédère de la chapelle Notre-Dame-de-l'Espérance  | Pontarlier, Doubs, Houtaud, Dommartin, Vuillecin, Montagne du Larmont                                                                  | Pontarlier               | 46° 53′ 48″ N, 6° 21′ 25″ E |       |
| Belvédère de la chapelle Notre-Dame-du-Mont         | Pontarlier, Chapelle Notre-Dame-de-l'Espérance, Houtaud, Chaffois, Montagne du Larmont, Granges-Narboz, Sainte-Colombe, Bulle, Bannans | Chaffois                 | 46° 54′ 55″ N, 6° 16′ 34″ E |       |
| Belvédère de la chapelle du Tourillot               | Les Fourgs | Les Fourgs               | 46° 49′ 52″ N, 6° 24′ 47″ E |       |
| Belvédère de Chataillon                             | Vallée du Lison | Alaise                   | 47° 00′ 56″ N, 5° 59′ 08″ E |       |
| Belvédère du château d'Arguel                       | Vallée des Mercureaux | Arguel                   | 47° 12′ 01″ N, 6° 00′ 07″ E |       |
| Belvédère du château de Cicon                       | Plateau de Nods | Vanclans                 | 47° 05′ 48″ N, 6° 22′ 28″ E |       |
| Belvédère du château d'Ornans                       | Ornans, vallée de la Loue | Ornans                   | 47° 06′ 44″ N, 6° 08′ 32″ E |       |
| Belvédère du château de Vaite                       | Vallée du Doubs | Champlive                | 47° 17′ 35″ N, 6° 14′ 09″ E |       |
| Belvédère du Châtelard                              | Gorges du Doubs, Lac de Moron | Villers-le-Lac           | 47° 05′ 43″ N, 6° 44′ 08″ E |       |
| Belvédère du Châtelot                               | Barrage du Châtelot | Villers-le-Lac           | 47° 06′ 07″ N, 6° 44′ 31″ E |       |
| Belvédère de Chaudanne                              | Citadelle, Besançon | Besançon                 | 47° 13′ 40″ N, 6° 01′ 28″ E |       |
| Belvédère de la Chire                               | Montagne du Larmont, Doubs, Pontarlier, Chapelle Notre-Dame-de-l'Espérance                                                             | Vuillecin                | 46° 57′ 04″ N, 6° 19′ 44″ E |       |
| Belvédère de la Cendrée                             | Gorges du Doubs | Charquemont              | 47° 10′ 56″ N, 6° 50′ 33″ E |       |
| Belvédère de la Citadelle                           | Boucle du Doubs à Mazagran | Besançon                 | 47° 13′ 39″ N, 6° 02′ 03″ E |       |
| Belvédère de la corniche de Goumois                 | Gorges du Doubs | Goumois                  | 47° 14′ 46″ N, 6° 56′ 57″ E |       |
| Belvédère de la Crampoulotte                        | Gorges du Doubs | Charquemont              | 47° 11′ 59″ N, 6° 52′ 04″ E |       |
| Belvédère du crêt Monniot                           | Plateau de Gilley | Arc-sous-Cicon           | 47° 02′ 13″ N, 6° 24′ 40″ E |       |
| Belvédère du crêt des Roches                        | Pont-de-Roide, vallée du Doubs | Pont-de-Roide            | 47° 22′ 39″ N, 6° 46′ 47″ E |       |
| Belvédère de la croix de Châtard                    | Vallée du Doubs | Baume-les-Dames          | 47° 20′ 21″ N, 6° 22′ 02″ E |       |
| Belvédère de la croix de Cussey-sur-Lison           | Reculée de Cussey-sur-Lison | Cussey-sur-Lison         | 47° 03′ 52″ N, 5° 57′ 18″ E |       |
| Belvédère de la croix de Souvance                   | Vallée du Doubs | Laissey                  | 47° 18′ 10″ N, 6° 13′ 57″ E |       |
| Belvédère des deux Lacs                             | Lac de Remoray, lac de Saint-Point | Brey-et-Maison-du-Bois   | 46° 45′ 21″ N, 6° 15′ 22″ E |       |
| Belvédère des Échelles de la Mort                   | Gorges du Doubs | Charquemont              | 47° 11′ 10″ N, 6° 52′ 17″ E |       |
| Belvédère des Essarts                               | Vallée du Doubs | Courtefontaine           | 47° 19′ 29″ N, 6° 56′ 19″ E |       |
| Belvédère de la Fauconnière                         | Fort de Joux | La Cluse-et-Mijoux       | 46° 52′ 14″ N, 6° 21′ 48″ E |       |
| Belvédère du Faux Verger                            | Gorges du Doubs | Maîche                   | 47° 14′ 00″ N, 6° 45′ 42″ E |       |
| Belvédère de la Fente de Babre                      | À déterminer | Baume-les-Dames          | 47° 20′ 42″ N, 6° 22′ 46″ E |       |
| Belvédère du Fer à Cheval                           | La Cluse-et-Mijoux, fort de Joux, fort Malher du Larmont inférieur, Morond                                                             | La Cluse-et-Mijoux       | 46° 52′ 59″ N, 6° 22′ 13″ E |       |
| Belvédère des Feuilles                              | Vallée du Lison | Éternoz                  | 46° 59′ 31″ N, 6° 00′ 37″ E |       |
| Belvédère du Fondereau                              | À déterminer | Montandon                | 47° 17′ 26″ N, 6° 49′ 03″ E |       |
| Belvédère du fort de Joux                           | La Cluse-et-Mijoux, fort Malher du Larmont inférieur, Oye-et-Pallet, Morond                                                            | La Cluse-et-Mijoux       |                             |       |
| Belvédère du fort Lucotte                           | Saint-Antoine, Métabief, Morond | Saint-Antoine            | 46° 47′ 17″ N, 6° 19′ 55″ E |       |
| Belvédère du fort Malher du Larmont inférieur       | La Cluse-et-Mijoux, fort de Joux, Oye-et-Pallet, Morond                                                                                | La Cluse-et-Mijoux       | 46° 52′ 43″ N, 6° 22′ 40″ E |       |
| Belvédère du fort du Mont-Bart                      | Le Pays de Montbéliard | Bart                     | 47° 29′ 13″ N, 6° 45′ 45″ E |       |
| Belvédère du fort de Planoise                       | Vallée du Doubs | Avanne-Aveney            | 47° 12′ 16″ N, 5° 58′ 39″ E |       |
| Belvédère du fort de la Dame Blanche                | Vallée de l'Ognon, monts de Gy, les Vosges                                                                                             | Besançon                 | 47° 19′ 08″ N, 6° 03′ 35″ E |       |
| Belvédère des Fougères                              | Gorges du Doubs | Goumois                  | 47° 17′ 03″ N, 6° 56′ 10″ E |       |
| Belvédère de la Gouille Noire                       | Canyon d’Amondans | Lizine                   | 47° 04′ 07″ N, 6° 01′ 04″ E |       |
| Belvédère du Grand Méandre                          | Grand méandre de la Loue | Chenecey-Buillon         | 47° 08′ 57″ N, 5° 58′ 08″ E |       |
| Belvédère du Grand Taureau                          | Pontarlier, Lac de Saint-Point, Morond, Le Suchet, les Alpes                                                                           | Pontarlier               | 46° 54′ 53″ N, 6° 25′ 48″ E |       |
| Belvédère des Grands Ruins                          | Échay, vallée du Lison | Échay                    | 47° 02′ 41″ N, 5° 56′ 21″ E |       |
| Belvédère du Gratteris                              | Le Gratteris | Le Gratteris             | 47° 10′ 32″ N, 6° 08′ 28″ E |       |
| Belvédère de Hauteroche                             | Rosureux dans la vallée du Dessoubre                                                                                                   | Charmoille               | 47° 13′ 22″ N, 6° 40′ 41″ E |       |
| Belvédère de la Maltournée                          | Vallée du Doubs en aval de Besançon | Arguel                   | 47° 11′ 40″ N, 5° 59′ 22″ E |       |
| Belvédère du marais du Varot et du Lac              | Lac de Bouverans, marais du Varot | Bonnevaux                | 46° 49′ 23″ N, 6° 11′ 47″ E |       |
| Belvédère des méandres du Drugeon                   | Méandres du Drugeon, zones humides | Bonnevaux                | 46° 49′ 19″ N, 6° 13′ 32″ E |       |
| Belvédère du Moine de la Vallée                     | Mouthier-Haute-Pierre, vallée de la Loue                                                                                               | Mouthier-Haute-Pierre    | 47° 01′ 48″ N, 6° 16′ 07″ E |       |
| Belvédère du Montsassier Dessous                    | Corniche de Goumois | Fessevillers             | 47° 17′ 34″ N, 6° 55′ 50″ E |       |
| Belvédère du mont Châteleu                          | Val de Morteau | Grand'Combe-Châteleu     | 46° 59′ 24″ N, 6° 34′ 30″ E |       |
| Belvédère du mont Dommage                           | Vallée du Doubs | Esnans                   | 47° 19′ 45″ N, 6° 19′ 19″ E |       |
| Belvédère du mont de Guillon                        | À déterminer | Guillon-les-Bains        | 47° 18′ 56″ N, 6° 23′ 17″ E |       |
| Belvédère du Mont d'Or                              | Morond, Jougne, Le Suchet, Ballaigues, Aiguilles de Baulmes, Le Chasseron, Mont Blanc, les Alpes                                       | Longevilles-Mont-d'Or    | 46° 44′ 00″ N, 6° 21′ 23″ E |       |
| Belvédère de Montfaucon                             | Vallée du Doubs, Besançon | Montfaucon               | 47° 14′ 29″ N, 6° 04′ 57″ E |       |
| Belvédère de Montmahoux                             | Montmahoux, vallée du Lison | Montmahoux               | 46° 58′ 48″ N, 6° 01′ 47″ E |       |
| Belvédère de Montperreux                            | Lac de Saint-Point | Montperreux              | 46° 49′ 45″ N, 6° 20′ 32″ E |       |
| Belvédère du mont Vouillot                          | Val de Morteau | Les Fins                 | 47° 04′ 23″ N, 6° 36′ 15″ E |       |
| Belvédère du Morond                                 | Mont d'Or, Le Suchet, Aiguilles de Baulmes, Le Chasseron, Mont Blanc, massif du Jura, les Alpes                                        | Métabief                 | 46° 45′ 03″ N, 6° 21′ 13″ E |       |
| Belvédère du Moulin Sapin                           | Vallée du Lison | Lizine                   | 47° 03′ 54″ N, 5° 59′ 37″ E |       |
| Belvédère de Norvaux                                | Reculée de Norvaux | Amancey                  | 47° 02′ 55″ N, 6° 05′ 15″ E |       |
| Belvédère de Notre-Dame de la Libération (Besançon) | Citadelle, Besançon | Besançon                 | 47° 13′ 12″ N, 6° 03′ 04″ E |       |
| Belvédère de Notre-Dame de la Libération (Thise)    | Thise, vallée du Doubs | Thise                    | 47° 17′ 05″ N, 6° 05′ 02″ E |       |
| Belvédère de Notre-Dame du Mont                     | La vallée du Doubs | Thoraise                 | 47° 10′ 02″ N, 5° 54′ 44″ E |       |
| Belvédère de la Piquette                            | Vallée de la Loue | Lizine                   | 47° 04′ 01″ N, 5° 59′ 45″ E |       |
| Belvédère des Platières                             | Nans-sous-Sainte-Anne, vallée du Lison                                                                                                 | Nans-sous-Sainte-Anne    | 46° 58′ 33″ N, 5° 59′ 05″ E |       |
| Belvédère du P'tit Recet                            | Saint-Hippolyte | Saint-Hippolyte          | 47° 19′ 06″ N, 6° 48′ 30″ E |       |
| Belvédère du moine et de Renedale                   | Gorges de Nouailles | Renedale                 | 47° 01′ 25″ N, 6° 16′ 57″ E |       |
| Belvédère de la Roche                               | Plaine de Levier | Villers-sous-Chalamont   |                             |       |
| Belvédère de la Roche aux Corneilles                | Gorges du Lison | Alaise                   | 47° 00′ 31″ N, 5° 59′ 16″ E |       |
| Belvédère de la Roche Barchey                       | Plateau de Vennes | Vennes                   | 47° 09′ 07″ N, 6° 30′ 56″ E |       |
| Belvédère de la Roche Barmaud                       | Vallée de la Loue | Scey-Maisières           | 47° 06′ 22″ N, 6° 06′ 31″ E |       |
| Belvédère de la roche Bernard                       | Forêt du Mont Noir, lac des Mortes, Lac de Bellefontaine.                                                                              | Chapelle-des-Bois        | 46° 34′ 23″ N, 6° 06′ 15″ E |       |
| Belvédère de la roche Blanche                       | Châtelblanc, le val de Mouthe et le Val de Foncine                                                                                     | Châtelblanc              | 46° 40′ 16″ N, 6° 06′ 46″ E |       |
| Belvédère de la Roche Bottine                       | Ornans dans la vallée de la Loue | Ornans                   | 47° 06′ 25″ N, 6° 09′ 44″ E |       |
| Belvédère de la roche Champion                      | Chapelle-des-Bois, le Mont Noir, le Lac des Mortes et le lac de Bellefontaine                                                          | Chapelle-des-Bois        | 46° 35′ 24″ N, 6° 07′ 29″ E |       |
| Belvédère de la roche de Hautepierre                | Les Gorges de Nouailles | Hautepierre-le-Châtelet  | 47° 02′ 57″ N, 6° 16′ 59″ E |       |
| Belvédère de la roche du Miroir                     | Vallée du Dessoubre | Plaimbois-du-Miroir      | 47° 11′ 36″ N, 6° 38′ 09″ E |       |
| Belvédère de la roche du Mont                       | Ornans | Ornans                   | 47° 06′ 29″ N, 6° 09′ 05″ E |       |
| Belvédère de la roche du Prêtre                     | Cirque de Consolation, vallée du Dessoubre                                                                                             | Consolation-Maisonnettes | 47° 08′ 59″ N, 6° 36′ 25″ E |       |
| Belvédère de la roche de Ruan                       | Maîche | Maîche                   | 47° 15′ 21″ N, 6° 49′ 00″ E |       |
| Belvédère de la roche Sarrazine                     | Plateau d'Arlier, fort de Joux, La Cluse-et-Mijoux, fort Malher du Larmont inférieur, montagne du Larmont, Le Grand Taureau.           | La Cluse-et-Mijoux       | 46° 51′ 17″ N, 6° 24′ 32″ E |       |
| Belvédère du rocher du Bourbet                      | Vallée du Dessoubre | Les Bréseux              | 47° 16′ 57″ N, 6° 47′ 04″ E |       |
| Belvédère des rochers du Cerf                       | Vallée de La Brévine | Ville-du-Pont            |                             |       |
| Belvédère des rochers du Château Loriot             | Vallée du Doubs | Deluz                    | 47° 18′ 17″ N, 6° 12′ 12″ E |       |
| Belvédère du rocher de Colonne                      | Vallée de la Loue à Scey-en-Varais | Scey-Maisières           | 47° 06′ 00″ N, 6° 03′ 39″ E |       |
| Belvédère du rocher du Moine                        | Rocher du Moine, reculée de Norvaux | Cléron                   | 47° 04′ 23″ N, 6° 04′ 47″ E |       |
| Belvédère du rocher du Tourbillon                   | Vallée de la Brême | Ornans                   | 47° 08′ 05″ N, 6° 09′ 22″ E |       |
| Belvédère du rocher de Valmy                        | Vallée du Doubs | Avanne-Aveney            | 47° 11′ 33″ N, 5° 58′ 03″ E |       |
| Belvédère du rocher d'Ully                          | Ornans, vallée de la Loue | Ornans                   | 47° 05′ 53″ N, 6° 09′ 04″ E |       |
| Belvédère des Roches                                | Mathay, vallée du Doubs | Mandeure                 | 47° 25′ 49″ N, 6° 47′ 45″ E |       |
| Belvédère de Rurey                                  | Vallée de la Loue en aval de Cléron | Rurey                    | 47° 05′ 54″ N, 6° 01′ 25″ E |       |
| Belvédère du saut de Gamache                        | Méandre du Doubs à Esnans | Fourbanne                | 47° 20′ 37″ N, 6° 19′ 12″ E |       |
| Belvédère du saut du Chevalier                      | Vallée de la Brême | Ornans                   | 47° 07′ 41″ N, 6° 10′ 46″ E |       |
| Belvédère du saut du Doubs                          | Saut du Doubs | Villers-le-Lac           | 47° 05′ 14″ N, 6° 42′ 46″ E |       |
| Belvédère de la source                              | Val et village de Mouthe | Mouthe                   | 46° 42′ 17″ N, 6° 12′ 34″ E |       |
| Belvédère sous le pré                               | Le Doubs, Soulce-Cernay, grotte du Château de la Roche                                                                                 | Montandon                | 47° 19′ 07″ N, 6° 50′ 37″ E |       |
| Belvédère sur la Fougère                            | Méandre de la Loue à la Fougère | Rurey                    | 47° 06′ 15″ N, 5° 58′ 46″ E |       |
| Belvédère sur les Roches                            | Haute vallée du Doubs | Charquemont              | 47° 10′ 57″ N, 6° 50′ 20″ E |       |
| Belvédère du Temps                                  | Plateau d'Amancey | Reugney                  | 46° 59′ 58″ N, 6° 08′ 53″ E |       |
| Belvédère de la Tour des Bois                       | Vallée de l'Ognon | La Tour-de-Scay          | 47° 22′ 11″ N, 6° 12′ 57″ E |       |
| Belvédère des Vieilles Femelles                     | Les gorges du Doubs | Charquemont              | 47° 12′ 27″ N, 6° 53′ 02″ E |       |
| Belvédère de la Vierge                              | Malbrans, vallée de la Loue | Malbrans                 | 47° 07′ 26″ N, 6° 04′ 52″ E |       |
| Belvédère de la Vierge de Sainte-Foy                | Mouthier-Haute-Pierre, falaise de la Baume                                                                                             | Mouthier-Haute-Pierre    | 47° 02′ 25″ N, 6° 15′ 57″ E |       |
| Belvédère de la Vierge du Choléra                   | Baume-les-Dames | Baume-les-Dames          | 47° 21′ 14″ N, 6° 21′ 52″ E |       |
| Belvédère du Vieux Château                          | Reculée du Lison | Sainte-Anne              | 46° 57′ 55″ N, 6° 00′ 11″ E |       |

## Localisation des belvédères sur la carte du Doubs
Voir sur la carte interactiveVoir sur la carte statique
| Besançon Pontarlier Maîche Montbéliard Baume-les-Dames Amancey |

Voir sur la carte interactiveVoir sur la carte statique